# Walter Charleton

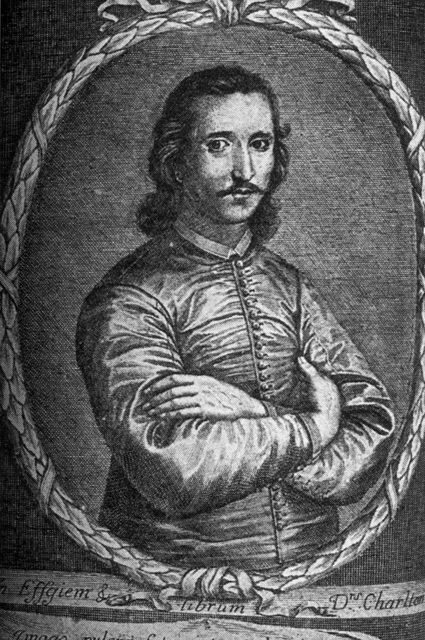
Walter Charleton

Walter Charleton (Shepton Mallet, Anglaterra 2 de febrer de 1619 - Londres, 24 d'abril de 1707) va ser un metge i naturalista britànic, que va ser metge de Carles I d'Anglaterra.

## Biografia
Als vint-i-dos anys va obetinir el seu títol de doctor en medicina a Oxford. És autor d'un tractat inspirat en els treballs de Pierre Gassendi (1592-1655), Physiologia Epicuro-Gassendo-Charltoniana or ha Fabrick of Ciència Natural upon the Hypothesis of Atoms (1659).

## Onomasticon Zoicon
El 1668 publica la seva obra Onomasticon Zoicon, plerorumque Animalium Differentias i Va Nominar Propria pluribus Linguis exponens. Cui accedunt Mantissa Anatomica i quaedam de Variis Fossilium Generibus, un títol important consagrat a la història natural. Aquesta obra es divideix en tres parts. La primera pretén classificar tots els animals coneguts i mostra il·lustracions principalment d'ocells amb major o menor exactitud. La segona es dedica a l'anatomia, sobretot dels peixos. I la tercera tracta de la mineralogia i dels fòssils.

## L'ornitologia
Va estudiar els ocells a la menagerie de StJames's Park, a prop del Palau de Buckingham, així comels ocells que es trobaven en les col·leccions del museu de la Royal Society. Es remet, per descomptat, a les obres dels seus predecessors i, en particular, a la de Conrad Gessner (1516-1565), Ulisse Aldrovandi (1522-1605), William Turner (c. 1510-1568) i John Johnston (1603-1675).
Segueix els principis establerts per aquests autors i divideix les aus en dues categories principals: aus aquàtiques i terrestres. Aquestes categories són així mateix sub-dividides en grups, sovint força homogenis.
Però la seva obra ornitològica no fou molt coneguda, a causa de la coexistència amb el llibre de Francesc Willughby (1635-1672), Ornithologia convidem tres.

## Altres investigacions
Ell és el primer a calcular la mida d'una partícula de matèria el 1654. Va cremar un gra d'encens (de tramús perenne) en una església, i, a partir de la ràtio entre el volum original del gra i el volum en el qual la fragància és percebuda, va estimar el diàmetre de les partícules que componen el gra d'encens a 360 nanòmetres.
També es va interessar en la història i publicà Sydenham Gigantum el 1663, en la qual intenta demostrar que Stonehenge va ser construït pels danesos.
També va signar un llibre de personatges, amb el títol Discourse concerning the Different Wits of Men (1675).

## Llista parcial de les publicacions
- Deliramenta catarrhi (1650)
- The darkness of atheism dispelled by the light of nature (1654)
- Physiologia Epicuro-Gassendo-Charletonia : or a fabrick of science natural, upon the hypothesis of atoms (1654) inspirat abundantment sobre l'obra Animadversiones de Pierre Gassendi (1592-1655) (1649)
- Natural History of the Passions (1674) basé sur l'ouvrage de Jean-Francois Senault (1599-1672) De l'usage des passions (1641)
- The harmony of natural and divine laws (1682)